# Лейкина-Свирская, Вера Романовна
Ве́ра Рома́новна (Ревекка Рувимовна) Ле́йкина-Сви́рская (1901—1993) — советский и российский историк и источниковед. Доктор исторических наук (1956).

## Биография
Родилась 17 февраля (2 марта) 1901 года в Батуме. Отец – железнодорожный инженер Рувим Натанович Лейкин (1860–1906), мать – дантист Ольга Яковлевна (Голда Янкелевна) Лейкина (урожд. Янкелевич, во втором браке – Шакир, 1883–1965).
В 1917 году окончила Выборгское Восьмиклассное Коммерческое Училище, а в 1921 г – факультет общественных наук Петроградского университета. Одновременно работала в Государственном музее революции, где заведовала отделом.
С 1919 г по 1937 г – сотрудник Российского Музея революции в Ленинграде.
В 1937 году, после ареста мужа (С. Свирского) и брата, уволена, занималась научной и преподавательской работой.
В 1941–1943 гг. в эвакуации работала в краеведческом музее в г. Кудымкар (Коми-Пермяцкий национальный округ).
В 1944–1952 гг. – старший научный сотрудник Комиссии по истории АН СССР (КИАН).
В 1944 году защитила кандидатскую диссертацию на тему «Публицист-демократ 60–70-х годов XIX в. Г. З. Елисеев».
Тема докторской диссертации (1956): «Петрашевцы и общественное движение 40-х годов XIX в.».
В 1970-х годах побывала в Калифорнии, в Беркли, встретилась с Глебом Струве и передала ему в дар сохранившиеся номера училищной «Школьной газеты»; в одном из них (за 1912 год) была напечатана его рецензия на поэтический сборник Н. С. Гумилёва, которой он очень гордился.
В последние годы жила на средства сына-архитектора и на собственные гонорары от публикаций. Скончалась 22 января 1993 года.

## Основные труды
Автор трудов по истории общественного движения в России 1840-х гг. и исследований по истории русской интеллигенции второй половины XIX — начала XX веков.
Основные работы: «Петрашевцы» (1924), «Петрашевцы» (в 3 тт., 1926–1928), «Архив «Земли и Воли» и «Народной Воли» (1932), «Дело петрашевцев» (в 3 тт., 1937–1951), «Переписка А. А. Шахматова с акад.
И. В. Ягичем» (1881–1894) в книге «А. А. Шахматов» (1947), «Документы к истории славяноведения в России» (1948), «Казанский заговор 1863 г.» (1960), «Андрей Потебня» (1963, 1965), «Интеллигенция в России во второй половине XIX века» (1971), «Русская интеллигенция в 1900–1917 гг.» (1981).

## Архивы
- ЛЕЙКИНА-СВИРСКАЯ Вера Романовна (р. 1901—1993), историк.//РНБ, ф. 1160, ок. 200 ед. хр., 1882—1972.

## Публикации и исследования
- Петрашевцы. М. 1924.
- Поход Юденича. Л.: Прибой, 1929.
- Из истории Ленинградского музея Революции.//В кн.: Труды и исследования института музееведения, вып. 3, М., 1961.
- Редактор, составитель, автор научного комментария: „Дело петрашевцев“ (т. 1-3. М.-Л., 1937-51).
- Революционная практика петрашевцев.// ИЗ, т. 47, М., 1954.
- О характере кружков петрашевцев.// ВИ, 1956, No 4.
- Формирование разночинской интеллигенции в России в 40-х гг. XIX в.//ИСССР», 1958, No 1.
- Показания о январском восстании.//Восстание 1863 г. и русско-польские революционные связи 60-х годов : сб. ст. и материалов / Акад. наук СССР, Ин-т славяноведения; под ред. В. Д. Королюка и И. С. Миллера. — М. : Изд-во АН СССР, 1960. — С.675-682.
- Столетие первой революционной ситуации и падения крепостного права в России. Л. : [б. и.], 1961.
- Андрей Потебня, в сборнике: Революционная ситуация в России в 1859—1861 гг., М., 1963.
- Утопический социализм петрашевцев.//История социалистических учений. Сб. статей «Памяти В. П. Волгина». М., 1964.
- Петрашевцы. М., 1965.
- Интеллигенция в России во второй пол. XIX в. М., 1971.
- Русская интеллигенция 1900—1917 гг. М., 1981.
- Редактор: Петрашевцы об атеизме, религии и церкви. М.: Мысль,1986.
- Лейкина-Свирская В. Р., Селиванова И. В. Школа в Финском переулке. СПб., 1993.
- Лейкина-Свирская В. Р. Пятый выпуск // Из истории русской интеллигенции: Сб. материалов и статей к 100-летию со дня рожд. В. Р. Лейкиной-Свирской. СПб., 2003. С.89-94

## Семья
Муж — Савелий Иосифович Свирский (1883—1942), технический редактор ЦНИИ бумажной промышленности; сын — скульптор, искусствовед Роман Савельевич Свирский (р.1932).